# PZL.5
PZL.5 (PZL-5) – polski samolot sportowy projektu Władysława Kozłowskiego i inż. Stefana Malinowskiego opracowany i oblatany w 1930 roku w Państwowych Zakładach Lotniczych.

## Historia
Pod koniec lat dwudziestych XX wieku gwałtowny rozwój lotnictwa w Polsce zaowocował powstaniem wielu aeroklubów. Pojawiło się zatem zapotrzebowanie na samolot szkolno-sportowy rodzimej produkcji. W tym czasie jedyną polską konstrukcją tego typu, był opracowany i wyprodukowany przez studentów Politechniki Warszawskiej, w niewielkiej liczbie kilku sztuk, samolot JD-2. Na zamówienie Ministerstwa Komunikacji zakłady PZL opracowały dwupłatowy samolot sportowy PZL.5. Samolot ten wyprodukowany w liczbie 11 egzemplarzy seryjnych trafił do polskich aeroklubów, oraz brał udział w licznych zawodach i rajdach. O wstrzymaniu dalszej produkcji zadecydowało pojawienie się lepszej konstrukcji RWD-5. Podobny los spotkał szkolną wersję PZL.5 bis, który rywalizację w konkursie na samolot szkolny, przegrał z RWD-8. Ogółem powstało tylko 15 egzemplarzy PZL.5 w różnych wersjach. Cena wynosiła 9600 zł za płatowiec i 14.000 zł za silnik Gipsy I.

## Służba w lotnictwie
Samolot ten był wykorzystywany w lotnictwie szkolnym i sportowym, biorąc udział w licznych rajdach i zawodach. W roku 1930 PZL.5 wziął udział w międzynarodowych zawodach samolotów sportowych Challenge 1930. Rok później na tym samolocie wykonano pierwszy kobiecy rajd lotniczy dookoła Polski. W polskich aeroklubach był używany do wybuchu II wojny światowej.
Samoloty te posiadali także właściciele prywatni, jak inż. Stanisław Prauss (następnie Zenon Dregier) i Jan Rudowski (następnie L. Świężkowski).

## Znane egzemplarze[3][4]
- SP-AEE - Silnik Cirrus Mark III, Aeroklub Wileński, 15. miejsce w 5. Krajowym Lotniczym Konkursie Turystycznym w 1933 r.
- SP-AFD - Silnik Gipsy I, Aeroklub Śląski
- SP-AFF - Silnik Gipsy II, Aeroklub Krakowski, 12. miejsce w 5. Krajowym Lotniczym Konkursie Turystycznym w 1933 r.
- SP-AFG - Silnik Cirrus Mark III, Aeroklub Warszawski, 6. miejsce w 5. Krajowym Lotniczym Konkursie Turystycznym w 1933 r.
- SP-AFJ - Silnik Gipsy II, Aeroklub Krakowski
- SP-AFM - Silnik Gipsy I, Aeroklub Śląski, 18. miejsce w 5. Krajowym Lotniczym Konkursie Turystycznym w 1933 r.
- SP-AFP - Silnik Gipsy I, Aeroklub Śląski, 17. miejsce w 5. Krajowym Lotniczym Konkursie Turystycznym w 1933 r.

## Opis techniczny
Drewniany, kryty płótnem samolot dwupłatowy ze stałym podwoziem. Samolot dwumiejscowy wyposażony w silnik rzędowy de Havilland "Gipsy I" o mocy 100 KM.

## Wersje
- PZL.5 - samolot sportowy, prototyp.
- PZL.5a - samolot sportowy, wersja seryjna.
- PZL.5bis - samolot sportowy, prototyp wersji szkolnej.